# Barthélemy Vidal
Barthélemy Vidal est un médecin français né le 3 septembre 1741 à Martigues et décédé le 20 novembre 1806 à Marseille.

## Biographie
Barthélemy Vidal est le fils de Pierre Vidal, capitaine de navire, négociant et trésorier de la communauté générale de Martigues, et de Marie Magdeleine Audier. Ses parents seront les parrain et marraine de Joseph Boze,.
Barthélemy Vidal suit ses études à la faculté de médecine de Montpellier, dont il sort docteur en médecine. 
Rentré dans sa région, il y épouse Mlle Reynaud, fille d'un receveur des fermes du Roi. Leur fils Jean-Baptiste Antoine Barthélemy Vidal, deviendra intendant de la Santé et premier adjoint au maire de Marseille sous la Restauration.
Installé comme médecin à Martigues, Vidal y obtient une grande réputation et devient consul au quartier de Ferrières.
Conjointement avec François Paul, membre correspondant de la Société royale des sciences de Montpellier, et Jean-Baptiste-René Robinet, censeur royal, il traduit et publie les recueils des Académies de Turin (1779), de Bologne et de Berlin. Il était membre de l'Académie royale des sciences de Turin.
En 1785, il sollicite et obtient l'agrégation au collège des médecins de Marseille pour pouvoir exercer la médecine dans cette ville. Il est admis l'année suivante en tant que membre de l'Académie de Marseille, dont il est directeur en 1788. Il  est par la suite président du comité médical des dispensaires de Marseille.
Auteur de travaux notamment sur la lèpre de Martigues et sur le gaz animal, pour lequel il écrit un essai, il est admis comme membre correspond de la Société royale de médecine.

## Publications
- La lèpre de Martigues
- Essai sur le gaz animal considéré dans les maladies, ou Renouvellement de la doctrine de Galien, concernant l'esprit flatueux (1807)
- Ce que le Commerce et la Science se doivent (1786)
- Mémoire sur la physique, la chimie, la médecine
- De la nécessité du dessèchement des marais de Provence

## En savoir plus

### Sources
- Aubin Louis Millin, François Noel, Israel Warens, Magasin encyclopédique: ou Journal des sciences, des lettres et des arts, Volume 3, 1811 (nécrologie par Claude-François Achard)
- Paul Masson, Les Bouches-du-Rhône: encyclopédie départementale, Archives départementales des Bouches-du-Rhône, 1937
- F. Dollieule, dom Th. Bérengier, H. Alezais, Marseille à la fin de l'Ancien Régime, M. Laffitte, 1896
- Alfred Saurel, Dictionnaire des villes, villages & hameaux du département des Bouches-du-Rhône, Volume 1, Marius Olive, 1877